# Command & Conquer (computerspelserie)
Command & Conquer (C&C) is een serie real-time strategy computerspellen gemaakt door Westwood Studios (een dochterbedrijf van EA Games, tegenwoordig opgekocht door EA en vervangen door EA LA). De Command & Conquer-serie bestaat uit dertien spellen verdeeld over drie series. Het meest recente spel dat tot de serie behoort is uitgekomen op 16 maart 2010, Command & Conquer 4: Tiberian Twilight.
De uitbreidingspakketten zijn vrijwel opzichzelfstaande spellen terwijl het basisspel wel vereist is. Er verandert zodanig veel in het spel dat de diverse varianten vaak niet goed meer te vergelijken zijn. De engine van het spel blijft wel hetzelfde. Voor de spellen uit de Generals-serie is gebruikgemaakt van de SAGE-engine. Een verbeterde versie van deze engine wordt gebruikt voor Command & Conquer 3: Tiberium Wars.
De meeste spellen in de serie zijn pure real-time strategy. Uitzonderingen hierop zijn Renegade en Sole Survivor Online: deze spellen spelen zich beide af in het Tiberian-universum maar vanuit een ander perspectief.

## Spellen in de Command & Conquer-serie

### Tiberian-serie
- Command & Conquer: Tiberian Dawn (1995)
  - Command & Conquer: The Covert Operations – uitbreidingspakket (1996)
  - Command & Conquer: Sole Survivor (1997)
- Command & Conquer: Tiberian Sun (1999)
  - Command & Conquer: Tiberian Sun - Firestorm – uitbreidingspakket (2000)
- Command & Conquer: Renegade (2002)
- Command & Conquer 3: Tiberium Wars (2007)
  - Command & Conquer 3: Kane's Wrath – uitbreidingspakket (2008)
- Command & Conquer 4: Tiberian Twilight (2010)
- Command & Conquer: Tiberium Alliances (2012)
- Command & Conquer: Rivals (2018)
- Command & Conquer Remastered Collection (2020)

### Red Alert-serie
- Command & Conquer: Red Alert (1996)
  - Command & Conquer: Red Alert - Counterstrike – uitbreidingspakket (1997)
  - Command & Conquer: Red Alert - The Aftermath – uitbreidingspakket (1997)
  - Command & Conquer: Red Alert – Retaliation – uitbreidingspakket (1998)
- Command & Conquer: Red Alert 2 (2000)
  - Command & Conquer: Red Alert 2 - Yuri's Revenge – uitbreidingspakket (2001)
- Command & Conquer: Red Alert 3 (2008)
  - Command & Conquer: Red Alert 3 - Uprising – uitbreidingspakket (2009)
  - Command & Conquer: Red Alert 3 - Commander's Challenge – uitbreidingspakket (2009)
- Command & Conquer: Red Alert (iOS) (2009)
- Command & Conquer Remastered Collection (2020)

### Generals-serie
- Command & Conquer: Generals (2003)
  - Command & Conquer: Generals - Zero Hour – uitbreidingspakket (2003)

### Geannuleerde spellen
- Command & Conquer: Renegade 2
- Command & Conquer: Continuum
- Command & Conquer: Tiberian Incursion
- Tiberium
- Command & Conquer

In 2006 verzamelde EA-games alle uitgebrachte Command & Conquer-spellen (op Sole Survivor na) in één pakket, genaamd Command & Conquer: The First Decade, en in 2013 bracht EA Command & Conquer: The Ultimate Collection via Origin uit. The Ultimate Collection bevat alle uitgebrachte Command & Conquer-spellen die voor 2013 uitgebracht zijn.

## Tiberian-serie
De Tiberian-serie gaat over de oorlogen tussen twee partijen, het Global Defense Initiative, een speciale taskforce van de Verenigde Naties en de Brotherhood of Nod, een soort terroristen met de beschikking over heel veel geld en ook genoeg zwaarder materieel om op grote schaal oorlog te voeren. Vanaf Command & Conquer 3 komt daar nog het buitenaardse ras de Scrin bij, die al eens eerder te zien waren.

### Partijen

#### Global Defense Initiative
De Global Defense Initiative (ook bekend als GDI) is een organisatie opgericht door de Verenigde Naties en bestrijdt de religieuze en terroristische organisatie the Brotherhood of Nod om vrede op aarde te waarborgen en de verspreiding van het schadelijke kristal Tiberium te voorkomen. De belangrijkste steun krijgt GDI van de G8.
Het beeldmerk van de organisatie is een cirkel met daarin een adelaar.

#### Brotherhood of Nod
De Brotherhood of Nod (ook bekend als Nod of NOD) is een religieuze en terroristische organisatie. Deze organisatie staat onder leiding van Kane (gespeeld door Joseph Kucan) en strijdt fanatiek tegen de Global Defense Initiative (GDI) omdat de GDI tegen de verspreiding van Tiberium is terwijl Kane het ziet als een geschenk dat ze moeten omarmen. Ze maken hiervoor gebruik van geweld en soms onmenselijke middelen, zoals het uitvoeren van experimenten met Tiberium op mensen.
Het logo van de organisatie bestaat uit een zwarte staart van een schorpioen in een rode afgevlakte driehoek met een zwarte rand. Sinds de Derde Tiberiumoorlog heeft het logo punten aan de afgevlakte zijden.
Verscheidene namen van personages binnen deze organisatie verwijzen naar het Oude Testament van de Bijbel. Ook de naam van de organisatie is terug te vinden in de Bijbel. In Genesis 4:16 staat:
Zo verliet Kaïn de HERE en vestigde zich in het land Nod, ten oosten van Eden
De naam van de organisatie verwijst naar het land Nod en Kane is een verwijzing naar Kaïn, de oudste zoon van Adam. Seth, de rechterhand van Kane, is een verwijzing naar Seth, de derde zoon van Adam en Eva.
Het land NOD betekent in de Bijbel ook wel het land van verbanning, doordat Kaïn door de moord op zijn broer Abel door God van de aarde verbannen werd (Genesis 4:11): Daarom zult u vervloekt zijn, verbannen van de grond die zijn mond heeft geopend om uit uw hand het bloed van uw broer te ontvangen!
The Brotherhood of NOD betekent dus eigenlijk "The Brotherhood of the Exiled", "Het Broederschap van zij die verbannen zijn".

#### Scrin
De Scrin is een buitenaardse beschaving die in Tiberian Sun voor het eerst verscheen en in Tiberium Wars een speelbare partij was. Hun doel is het terravormen van de Aarde waardoor de Aarde een tiberiumplantage wordt.

### Spellen

#### Command & Conquer: Tiberian Dawn
In het eerste spel uit deze serie, genaamd Command & Conquer (ook wel Tiberian Dawn genoemd), start de Tiberian verhaallijn. Tevens heeft dit spel het real-time strategy-genre populair gemaakt. Veel mensen beschouwen "Dune II" en "Warcraft: Orcs & Humans" als de grondleggers van dit genre. Command & Conquer borduurt op deze games voort, maar maakte het genre populair bij het grote publiek. Dit was goed zichtbaar aan het aantal andere RTS-computerspellen dat eind jaren 90 ook werd gelanceerd.
Dit spel is uitgekomen op pc en de game consoles Sega Saturn, PlayStation en de Nintendo 64.
De serie zit vol religieuze verwijzingen:
- De leider van de Nod heet Kane (naar Kaïn, de eerste moordenaar)
- Zijn rechterhand heet Seth (naar Seth)
- De Nod zelf lijkt vernoemd naar het land van Nod
- De leider van de GDI in Tiberian Sun heet Solomon (naar Salomo)

#### Command & Conquer: Tiberian Sun
Tiberian Sun is het vervolg op de verhaallijn van Command & Conquer en vertelt hoe de Nod na bijna verslagen te zijn (althans, dat denkt het GDI), opeens keihard toeslaat door vrijwel overal ter wereld op grote schaal aan te vallen. Om de chaos nog completer te maken ontvangt het GDI een videoboodschap van Kane, van wie gedacht werd dat hij dood was.
De uitbreiding, Firestorm, vertelt hoe GDI en Nod samen moeten werken om CABAL (Computer Assisted Biologically Augmented Lifeform), de computer van Nod, tegen te houden die met een leger van cyborgs de wereld wil overnemen.

#### Command and Conquer 3: Tiberium Wars
Het derde spel in de Tiberian serie is Command & Conquer 3: Tiberium Wars. Dit spel maakt gebruik van een verbeterde versie van de engine die ook voor Command & Conquer: Generals werd gebruikt. Naast de GDI en Nod is nu ook een derde partij speelbaar, namelijk de Scrin, een buitenaards ras dat ook bij de strijd betrokken raakt. Buitenaardse wezens zijn niet helemaal nieuw in deze serie, in eerdere spellen werd er al dikwijls verwezen naar buitenaardse aanwezigheid.

#### Command & Conquer 4: Tiberian Twilight
Command & Conquer 4: Tiberian Twilight vormt het laatste hoofdstuk in de Tiberium-saga. Dit deel onderscheidt zich van zijn voorgangers door een totaal andere opzet van het spel. Het bouwen van bases is niet langer mogelijk. De missies moeten worden uitgespeeld met een van tevoren bepaald aantal eenheden.

#### Command & Conquer: Renegade
Renegade is een first person shooter in het Tiberian universum, die zich in de laatste maanden van de eerste Tiberium-oorlog afspeelt (het verhaal van de eerste Command & Conquer).
De eerste Tiberium-oorlog vond plaats tussen 1995 en 1998. De laatste missie van Renegade is de First Person Shooter versie van de laatste missie van Tiberian Dawn.

#### Command & Conquer: Sole Survivor Online
Sole Survivor is een online-only game uit 1997 met dezelfde graphics als Command & Conquer, waar elke speler één voertuig naar keuze bestuurt. Het spel was niet veel bijzonders in vergelijking met andere spellen uit dezelfde tijd en flopte dan ook. Dit spel is alleen uitgebracht in Australië en Nieuw-Zeeland.

## Red Alert-serie

### Spellen

#### Red Alert
Command & Conquer: Red Alert werd uitgebracht in 1996 en is de prequel van de eerste Command & Conquer. Het verhaal gaat over de strijd tussen de Sovjets, onder leiding van Jozef Stalin, en de geallieerden, onder leiding van General Gunter von Esling. Professor Einstein heeft na de Tweede Wereldoorlog een tijdmachine gebouwd en Adolf Hitler uit de tijdlijn gewist. Hierdoor is de machtsbalans in Europa veranderd.
In het spel kan de speler een van deze zijdes kiezen en moet hij respectievelijk de Sovjets leiden bij het veroveren van Europa of de geallieerden leiden die dit moeten tegengaan. Als men de kant van de Sovjets kiest, komt men meer te weten over The Brotherhood of NOD. Het spel is een van de meest legendarische strategiespellen ooit. Het introduceerde onder andere het "Skirmish"-principe, een spelvariant waarbij de speler in losstaande levels tegen een computer-tegenstander kan spelen zonder dat dit bij het verhaal hoort. Er zijn twee uitbreidingen voor Red Alert gemaakt; Counterstrike en The Aftermath.
Verder is het spel Red Alert uitgekomen op (alleen) de PlayStation, en heeft ook een eigen PlayStation-uitbreiding/vervolg: Retaliation (vergelijkbaar met The Aftermath-uitbreiding voor de PC).

#### Red Alert 2
Het tweede deel in de Red Alert serie wordt door velen nog steeds gezien als het beste uit de Command & Conquer-serie. Dit komt vooral door de goede en snelle "gameplay". De Red Alert 2 (afgekort RA2)-missies kunnen worden gespeeld als geallieerden of als Sovjets. Het verhaal van de missies is vrij eenvoudig. De Russen, Cubanen, Irakezen en Libiërs vallen Amerika binnen en de geallieerden moeten voorkomen dat de wereld ten onder gaat. In de loop van het verhaal komt de aanvankelijk bij de Sovjets horende Yuri, een man die na veel experimenten menselijke gedachten en handelingen kan controleren steeds meer op zichzelf te staan, om later, in het uitbreidingspakket, een eigen factie te vormen. Behalve missies kan RA2 ook online en in skirmish games tegen computerspeler(s) worden gespeeld. Hier worden de geallieerden en Sovjets verder onderverdeeld in landen met elk speciale eenheden. De online-mode is met maximaal 4 menselijke spelers tegelijk te spelen. Men kan meedingen op de maandelijkse ranglijst. Er zijn 2 ranglijsten; de spelersranglijst en de "clan"-ranglijst. Men kan online ook niet officiële normale games doen, deze worden ook trainingsgames of "fungames" genoemd.
Het populairste spel mode is Online Skirmish, ook wel bekend als multiplayer. Hierbij speelt men tegen andere menselijke spelers en men kan gebruikmaken van zogenaamde 'SuperWeapons', zoals Het IJzeren Gordijn en De Atoombom, respectievelijk The Chronosphere en The WeatherControl Device. Omdat er veel verschillende units en dus tactieken mogelijk zijn kan er op vele manieren worden gespeeld. Echter de meest effectieve strategie is de geliefde en gehate "Rush". Hierbij maakt men zo snel mogelijk genoeg tanks om de vijand aan te vallen om deze geen tijd te geven zijn basis en leger op te bouwen. Met deze "strategie" kunnen "games" binnen enkele minuten al beslist zijn. Terwijl bij andere tactieken men ook uren nodig kan hebben. De Rush is moeilijk om uit te voeren, maar het plan is meestal hetzelfde. Bijna alle officiële "games" zijn op deze strategie gebaseerd. Bij fungames of trainingsgames wordt meestal niet direct aangevallen maar worden eerst grote legers gemaakt om meer plezier en uitprobeer mogelijkheden te hebben en geven.
De serveromgeving met naam "Westwood Online" heeft vele veranderingen doorgemaakt om cheaters en spammers tegen te gaan. Olaf van der Spek heeft zelfs game recorders gemaakt zodat een opgenomen game als bewijs kan dienen. Mede doordat de WOL server na verloop van tijd wel erg slecht werd onderhouden (traag en buggy), kwam XWIS met een alternatieve server. Ook hier kwam Olaf van der Spek met tools om te kunnen wisselen tussen de WOL en XWIS server. Over het algemeen kwamen de betere spelers op XWIS spelen omdat deze simpelweg beter was. Onlangs is de trage WOL server opgeheven en is de XWIS server nu overgezet op het IP-adress van de oude WOL server. XWIS en Strike-Team beheren nu met toestemming en sponsoring van Westwood/EA/EALA de standaard RA2 en Renegade servers.
De servers worden nu erg goed onderhouden en er zijn zelfs extra functies bijgekomen voor de RA2 server.

#### Yuri's Revenge
Red Alert 2 heeft één officieel uitbreidingspakket, genaamd Yuri's Revenge waarin Yuri, die in Red Alert 2 aan de kant van de Sovjets stond, zelf een leger heeft opgebouwd om de macht over te nemen. Het leger is voornamelijk gebaseerd op hersencontrolewapens en genetische mutatie.
De geallieerden en Sovjets beginnen in dit spel samen te werken, iets dat opmerkelijk is vergeleken met de eerder spellen uit deze reeks, waarin ze elkaar juist het licht in de ogen niet gunnen.
De gameplay is ongeveer hetzelfde als het origineel, alhoewel er meer wapens, voertuigen, gebouwen en maps zijn. Echter, Yuri's leger wordt niet geaccepteerd door de "ervaren" spelers.

#### Red Alert 3
Red Alert 3 kent drie facties: de Sovjets, de geallieerden, en The Empire of the Rising Sun (Japan). Centraal in de game staat de vraag 'wat als' en in het verhaal wordt daar flink mee gespeeld. Alle technologieën die over de laatste zeventig jaar niet bleken te werken of te hoog waren gegrepen, zijn in Red Alert 3 wel waarheid geworden. Tijdreizen en teleportatie zijn in Red Alert 3 allemaal werkelijkheid.
In het verhaal reizen de leiders van de Sovjet-Unie terug in de tijd om het vervallen rijk in ere te herstellen. Ze verwijderen Albert Einstein uit de tijd, waardoor er een breuk in de tijdlijn komt. Hierdoor komt er een Derde Wereldoorlog. Hierin vechten de drie facties hun geschillen tot het bot uit en maken zij gebruik van nieuwe, maar ook een aantal bekende eenheden.
De speler kan daarna kiezen om verschillende campagnes te spelen:
- De Sovjet-Unie
- De Geallieerden
- Het Keizerrijk van de Rijzende Zon

Red Alert 3 is voor pc op 30 oktober 2008 in Nederland uitgebracht, op 27 oktober in de Verenigde Staten en op 28 oktober in de rest van de wereld. Later ook voor de Sony PlayStation 3, Xbox 360 en Mac.

## Generals-serie

### Spellen

#### Generals
In Generals zijn er 3 partijen: De Verenigde Staten, China en de GLA (Global Liberation Army). Al deze partijen strijden tegen elkaar. De VS en China gaan in het spel echter ook samenwerken tegen de opkomende GLA. Het spel brak met de oude voor C&C zo herkenbare stijl wat EA veel kritiek opleverde. C&C zou slechts als handelsnaam gebruikt worden voor een willekeur aan spellen. Desondanks is het spel ook nu na enkele jaren nog steeds populair en wordt het online nog veelvuldig gespeeld.

#### Generals: Zero Hour
De uitbreiding Zero Hour voegt naast nieuwe single player levels enkele specifieke generals toe aan de Multiplayer en Skirmish spelvarianten. Er is ook een Generalen Challenge, waarin de speler het als een van de generals tegen de andere op kan nemen in een-op-eengevechten. Alle generaals hebben een specialiteit en specifieke eigenschappen.

#### Command & Conquer
Command & Conquer werd tijdens de Video Games Awards (VGA) in 2011 door BioWare aangekondigd en zou oorspronkelijk in 2013 voor pc uitkomen. Het spel is echter geannuleerd.

## Soundtrack
De toenmalige huiscomponist van Westwood Studios en Electronic Arts, Frank Klepacki, heeft de muziek verzorgd voor alle spellen in de Command & Conquer-reeks. Het uitbreidingspakket Covert Operations bevat een aantal tracks die alleen via een reguliere cd-speler te beluisteren zijn. De Duitse platenmaatschappij Edel Records heeft een soundtrack uitgebracht onder de titel Alaяmstufe Яot. Hierop is alle muziek uit het spel en muziek van artiesten uit de dance- en rockscene te vinden.